# Кадейша Б'юкенен
Кадейша Б'юкенен (англ. Kadeisha Buchanan, 5 листопада 1995) — канадська футболістка, олімпійська медалістка. Захисниця лондонського клубу «Челсі» та національної збірної Канади.
Кадейша народилась в сім'ї вихідців з Ямайки.
На чемпіонаті світу 2015 року отримала приз, як найкраща молода футболістка.

## Ігрова кар'єра
Футбольну кар'єру розпочала в 2013 виступами за футбольну команду Університету Західної Вірджинії, в складі якого провела чотири сезони. Також залучалась на один і більше матчів до футбольних клубів «Торонто», «Оттава» та «Вон».
З 2017 захищала кольори французького клубу «Олімпіка». У складі ліонського клубу провела 78 матчів.
3 2022 року виступає за лондонський «Челсі»

## Збірна
Вже в 14 років Кадейша була залучена до складу юніорської збірної Канади, загалом на юніорському рівні провела дев'ять матчів.
Залучалась до складу молодіжної збірної Канади в 2014 році.
У складі національної збірної Канади дебютувала в віці 17 років 2013 року. Наразі в складі збірної відіграла 116 матч, забила 4 голи.

## Титули і досягнення

### Клубні
«Олімпік» (Ліон)
- Чемпіонка Франції: 2016–17
- Володарка Кубка Франції: 2016–17
- Переможниця Ліги чемпіонів УЄФА: 2016–17

### Збірна
Канада
- Бронзова призерка Олімпійських ігор (1): 2016.